# Seigneurie d'Arsouf
1101–1265
La Seigneurie d'Arsouf est un des fiefs du Royaume de Jérusalem.

## Histoire
Pendant la première croisade, la ville est attaquée à deux reprises par les croisés en 1099. Elle est prise en 1101 par Baudouin Ier avec l'aide de la flotte génoise et sa population est expulsée. La ville est appelée Arsouf ou Arsour par les Croisés.
La ville et les terres environnantes restent une partie du domaine royal jusqu'aux environs de 1163, date à laquelle Jean d'Arsouf apparait comme premier seigneur indépendant, vassal du royaume de Jérusalem.
En juillet 1187, Guy d'Arsouf est capturé par les musulmans durant la bataill de Hattin et en août 1187, la ville tombe aux mains de Saladin, qui en démantèle les murailles trois ans plus tard, avant d'être reprise le 7 septembre 1191 lors de la bataille d'Arsouf qui oppose Richard Cœur de Lion à Saladin.
En 1241, Jean d'Ibelin fait reconstruire les fortifications, mais à sa mort en 1258, son fils et successeur Balian ne parvient pas à défendre sa seigneurie contre les Mamelouks et la loue aux chevaliers Hospitaliers en 1261 pour 4 000 besants par an. En 1261, les vassaux du seigneur d'Arsouf sont composés de six chevaliers et vingt-et-un sergents. 
En 1263, les musulmans constatent que les Hospitaliers renforcent les murs, contrairement à un accord conclu avec le sultan Baybars, et en font le siège en 1265. Après quarante jours, le 26 avril 1265, les défenseurs quittent la ville pour se réfugier dans le château, qui tombe trois jours plus tard, lorsque la porte en est minée. Environ un millier de personnes sont alors capturées ou tuées par les musulmans tandis que les murs du château et de la ville sont démolis.

## Liste des seigneurs
- 1101-1163 : domaine royale
- 1163-1177 : Jean Ier d'Arsouf
- 1177-1187 : Guy d'Arsouf
- 1187-1191 : conquête par les Ayyoubides
- 1191-1198 : Jean II d'Arsouf
- 1198-après 1218 : Mélisende d'Arsouf, avec ses époux :
  - Thierry d'Orca
  - Jean d'Ibelin, Vieux Seigneur de Beyrouth
- 1218-1258 : Jean d'Ibelin
- 1258-1261 : Balian d'Ibelin
- 1261 : vente aux Chevaliers Hospitaliers
- 1265 : prise par les Mamelouks